# Самохин, Александр Сергеевич
Алекса́ндр Серге́евич Само́хин (род. 26 февраля 1983 года, Москва, РСФСР, СССР) — российский  хоккеист, нападающий.

## Биография
Воспитанник хоккейной школы московских «Крыльев Советов». Хоккейную карьеру начал в 1999 году в их молодёжном составе. В сезоне 2002/2003 играл в кирово-чепецкой «Олимпии». Следующий сезон разделил между клубом «Брест», участвовавшим в розыгрыше чемпионата Белоруссии, и московским клубом «Русь» (российская первая лига). Следующие два сезона играл в подмосковном клубе «Дмитров», по ходу сезона 2005/2006 вернулся в белорусский чемпионат, в клуб «Витебск».
Сезон 2006/2007 начал в орском «Южном Урале», по его ходу перешёл в ступинский «Капитан», но по окончании сезона вернулся в Орск, где через год и завершил игровую карьеру.
С 2010 года играет в командах любительской Российской товарищеской хоккейной лиги.